# Индигофера
Индиго́фера, или Индигоно́с (лат. Indigōfera) — обширный род цветковых растений семейства Бобовые.
Латинское название рода происходит от лат. indigo или indicum — индиго, так называлась синяя краска, привозимая из Индии и лат. ferre — нести, приносить.
Представители рода растут в тропических и субтропических областях мира; кроме того, несколько видов встречаются в районах с умеренным климатом Юго-Восточной Азии.

## Ботаническое описание

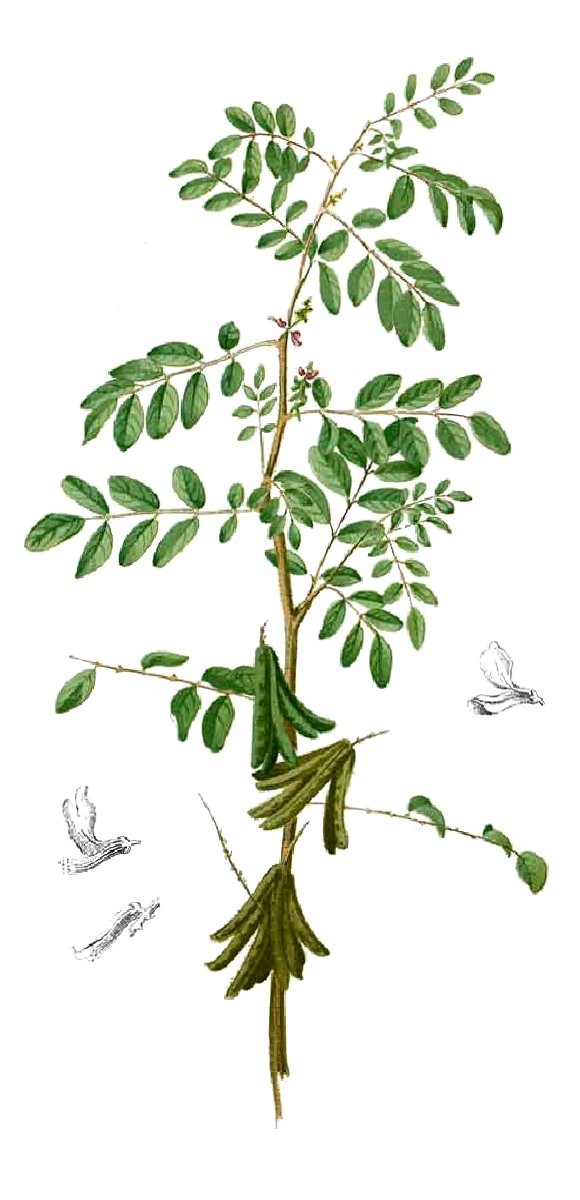
Индигофера красильная — типовой вид рода.

Листопадные кустарники, полукустарники или травянистые растения, более или менее шелковисто опушённые прижатыми двуконечными, реже простыми волосками.
Листорасположение очерёдное. Листья непарноперистые, редко тройчатые или простые; листочки большей частью супротивные, на коротких черешочках, цельнокрайные, иногда с мелкими, шиловидными прилистниками, при основании сросшимися с черешочком.
Соцветие — пазушные кисти. Цветки мотылькового типа, розовые, пурпурные или белые, с очень рано опадающими прицветниками. Чашечка колокольчатая, маленькая, с пятью одинаковыми зубцами, или более длинным нижним зубцом; венчик опадающий, парус округлый или продолговатый, крылья продолговатые, слегка спаянные с лодочкой, последняя имеет вздутие или шпорец с одной стороны. Тычинок десять, двубратственных; пыльники с верхушечным связником; завязь сидячая или почти сидячая, со многими семяпочками; столбик короткий, согнутый, с головчатым рыльцем.
Бобы линейно-продолговатые, реже продолговатые или почти шаровидные, округлые или гранистые, редко плоские, раскрывающиеся.
Разводят посевом семян в оранжереях или теплых парниках зимой или ранней весной, с последующей пересадкой сеянцев на доращивание в питомники, а также зелёными черенками в июне — июле под стеклом и корневыми черенками в открытые ящики в декабре.

## Классификация

### Таксономия
Род Индигофера входит в трибу Indigofereae подсемейства Мотыльковые (Faboideae) семейства Бобовые (Fabaceae) порядка Бобовоцветные (Fabales).
|  |                                      |  |                                                             |                                                             |                   |  | ещё 3 семейства (согласно Системе APG II) | ещё 3 семейства (согласно Системе APG II)    |                                              |  |  |  | ещё 27 триб (согласно Системе APG II) | ещё 27 триб (согласно Системе APG II) |                 |  |  |  |  |
|  |                                      |  |                                                             |                                                             |                   |  | ещё 3 семейства (согласно Системе APG II) | ещё 3 семейства (согласно Системе APG II)    |                                              |  |  |  | ещё 27 триб (согласно Системе APG II) | ещё 27 триб (согласно Системе APG II) | около 700 видов |  |  |  |  |
|  |                                      |  |                                                             | порядок Бобовоцветные                                       |                   |  |                                           |                                              | подсемейство Мотыльковые                     |  |  |  |                                       | род Индигофера                        |                 |  |  |  |  |
|  |                                      |  |                                                             | порядок Бобовоцветные                                       |                   |  |                                           |                                              | подсемейство Мотыльковые                     |  |  |  |                                       | род Индигофера                        |                 |  |  |  |  |
|  | отдел Цветковые, или Покрытосеменные |  |                                                             |                                                             | семейство Бобовые |  |                                           |                                              | триба Indigofereae                           |  |  |  |                                       |                                       |                 |  |  |  |  |
|  | отдел Цветковые, или Покрытосеменные |  |                                                             |                                                             |                   |  |                                           |                                              |                                              |  |  |  |                                       |                                       |                 |  |  |  |  |
|  |                                      |  | ещё 44 порядка цветковых растений (согласно Системе APG II) | ещё 44 порядка цветковых растений (согласно Системе APG II) |                   |  |                                           | ещё 2 подсемейства (согласно Системе APG II) | ещё 2 подсемейства (согласно Системе APG II) |  |  |  | еще 6 родов                           | еще 6 родов                           |                 |  |  |  |  |
|  |                                      |  |                                                             | ещё 44 порядка цветковых растений (согласно Системе APG II) |                   |  |                                           |                                              | ещё 2 подсемейства (согласно Системе APG II) |  |  |  |                                       | еще 6 родов                           |                 |  |  |  |  |

### Виды
По информации базы данных The Plant List, род включает 674 вида:
- Indigofera amblyantha Craib — Индигофера тупоцветковая
- Indigofera argentea Burm.f. — Индигофера серебристая
- Indigofera australis Willd. — Индигофера южная
- Indigofera cytisoides Thunb. — Индигофера ракитниковая
- Indigofera densa N.E.Br. — Индигофера густая
- Indigofera dosua Buch.-Ham. ex D.Don — Индигофера дозуа
- Indigofera fortunei Craib — Индигофера Форчуна
- Indigofera frutescens L.f. — Индигофера кустарниковая
- Indigofera hebepetala Benth. ex Baker — Индигофера туполепестковая
- Indigofera kirilowii Maxim. ex Palib. — Индигофера Кириллова
- Indigofera pendula Franch. — Индигофера плакучая
- Indigofera potaninii Craib — Индигофера Потанина
- Indigofera pseudotinctoria Matsum. — Индигофера ложнокрасильная
- Indigofera souliei Craib — Индигофера Сулье
- Indigofera splendens Ficalho & Hiern — Индигофера яркая
- Indigofera stachyodes Lindl. — Индигофера чистецовидная
- Indigofera suffruticosa Mill. — Индигофера полукустарниковая
- Indigofera tinctoria Matsum. — Индигофера красильная

## Значение и применение
Декоративные, красивоцветущие растения.
Некоторые виды, особенно Индигофера красильная (Indigofera tinctoria) и Индигофера полукустарниковая (Indigofera suffruticosa), используются для получения краски цвета индиго, а также басмы, натурального красителя для волос.
| |  |  |  |
| Слева направо: Лист Indigofera pseudotinctoria. Цветки Индигофера Потанина. Зелёные бобы Indigofera hendecaphylla. Зрелые бобы Indigofera suffruticosa. |  |  |  |